# 布基夫
50°49′20″N 25°11′53″E / 50.82222°N 25.19806°E
布基夫（烏克蘭語：Буків），是烏克蘭的村落，位於該國西部沃倫州，由盧茨克區負責管轄，始建於1799年，面積0.35平方公里，海拔高度185米，2001年人口111，人口密度每平方公里317.14人。